# Lovisa Karlsson (Seglerin)
Emma Lovisa Karlsson (* 24. Mai 1995 in Göteborg) ist eine schwedische Seglerin.

## Erfolge
Lovisa Karlsson nahm in der 470er Jolle an den 2021 ausgetragenen Olympischen Spielen 2020 in Tokio teil. Mit Olivia Bergström belegte sie in dieser Regatta mit 111 Punkten den 14. Platz. Mit Anton Dahlberg wurde Karlsson sowohl 2022 in Çeşme als auch 2023 in Sanremo Europameisterin in der Mixedkonkurrenz mit der 470er Jolle. Bei den Olympischen Spielen 2024 in Paris gingen Karlsson und Dahlberg ebenfalls gemeinsam den Start. Sie gewannen zwei der ersten acht Wettfahrten und gingen mit 39 Punkten als Vierte ins abschließende Medal Race. Unter den dort startenden zehn Teams belegten sie den vierten Platz und rückten dadurch noch auf den dritten Gesamtrang vor. Karlsson und Dahlberg sicherten sich mit 47 Punkten die Bronzemedaille hinter den siegreichen Österreichern Lara Vadlau und Lukas Mähr, die 38 Punkte erzielten, und den mit 41 Punkten zweitplatzierten Japanern Keiju Okada und Miho Yoshioka.